# Miroslav Weiss
Miroslav Weiss (Skopje, 27. srpnja 1979.), obrambeni makedonski igrač. Odigrao je osam prvenstvenih utakmica za Hajduk, jednu za kup i jednu europsku (kup UEFA) utakmicu. Jedan jedini gol postigao je u prijateljskom susretu.
Prvi nastup za Hajduk bilježi protiv Malmöa 25. kolovoza 1998. u utakmici za kup UEFA koju je Hajduk dobio u gostima s rezultatom 2:1 pogocima Jurice Vučka. Prvu utakmicu koja se održala u Splitu Hajduk je igrao neriješeno, a zgoditak je postigao Elvis Brajković.
Statistika u Hajduku
| Natjecanje        | Nastupi | Zgoditci |
| ----------------- | ------- | -------- |
| Prvenstvo         | 8       | 0        |
| Kup               | 1       | 0        |
| Superkup          | 0       | 0        |
| Međunarodne       | 1       | 0        |
| Splitski podsavez | 0       | 0        |
| Ukupno            | 10      | 0        |
| Prijateljske      | 8       | 1        |
| Sveukupno         | 18      | 1        |